# Формокомплект
Формокомплект, формовая оснастка (англ. glass mould) — предназначен для формирования стеклотары (стеклобанки, стеклобутылки) или другой продукции из стекла различных форм и объёмов. Устанавливается на стеклоформующие машины роторных или секционных типов.
Состоит из черновых и чистовых форм, горловых колец, поддонов чистовых форм, плунжеров, воронок, донных затворов, финишных шайб.
Формование продукции производится в интервале температур 700—1000˚С, а формовая оснастка эксплуатируется в тяжелых условиях термоциклических нагрузок.
Основными материалами для литейного изготовления формокомплектов являются серые и высокопрочные чугуны которые должны обладать: стойкостью к тепловому напряжению, низкой степенью термического расширения, повышенной коррозийной стойкостью (в газовой, воздушной, щелочной средах) в условиях трения и износа.
С целью многократного повышения долговечности формовой оснастки на её рабочие поверхности с помощью плазменной наплавки или ручной газопорошковой наплавки наносятся износостостойкие покрытия, как правило, из наплавочных порошков на основе никеля. Плунжеры защищают от износа с помощью напыления с оплавлением. Также наплавка применяется для ремонта формокомплектов.